# Sovata
Sovata (Hongaars: Szováta) is een stad (oraș) in het Roemeense district Mureș. De gemeente telt 10.385 inwoners (2011) en ligt aan de rivier Târnava Mică (Kis-Küküllő), aan de rand van het Gurghiugebergte.  De stad ligt in het historische Hongaarstalige Szeklerland. De Roemeense minderheid is ongeveer 800 personen sterk. De Roemenen kwamen met name in de jaren onder Ceausescu naar de stad.
Tot de gemeente behoren naast Sovata ook de dorpen:
- Ilieși (Illyésmező)
- Căpeți (Kopactanya)
- Săcădat (Szakadát).

## Geschiedenis
De eerste vermelding van Sovata dateert uit 1578. Door de instorting van een doline kwam hier in 1875 een meer tot stand, het Lacul Ursu / Medve=tó (Berenmeer), dat bekendheid kreeg als het enige heliothermische meer van Europa: het zout in het meer slaat onder een isolerende koudwaterlaag zo veel zonnewarmte op dat de temperatuur van het water tot 35 graden kan oplopen. Rond het meer ontwikkelde zich toerisme en in 1884 kreeg Sovata de titel van kuuroord. Het mocht in de jaren 20 de Roemeense koninklijke familie tot zijn gasten rekenen.
In 1952 kreeg Sovata, dat ook door wintersporters bezocht wordt, de status van stad. Sovata leefde lange tijd van de zoutwinning en ontwikkelde zich later ook als kuuroord. De bevolking is voor het overgrote deel van Hongaarse afkomst (Zie: Hongaarse minderheid in Roemenië).
De A8 is een snelweg in plannings- en bouwfase die de gemeente gaat doorkruisen.

## Demografie
In 2011 werd een volkstelling gehouden in Roemenië, onderstaand de resultaten qua bevolkingssamenstelling:
- 9.104 Hongaren
- 856 Roemenen
- 196 Roma
- Totaal 10.385 inwoners

## Galerij

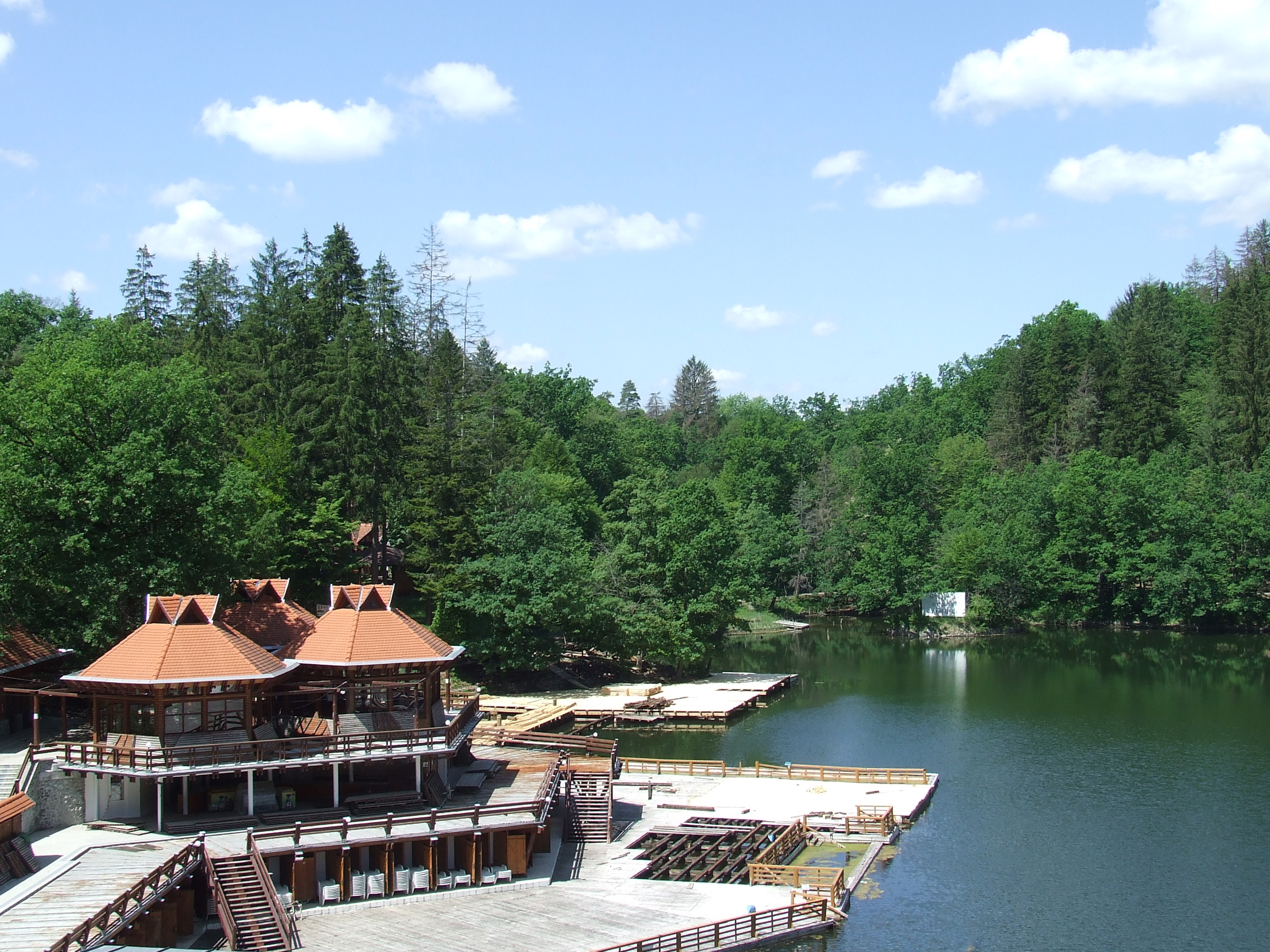
Medve-meer
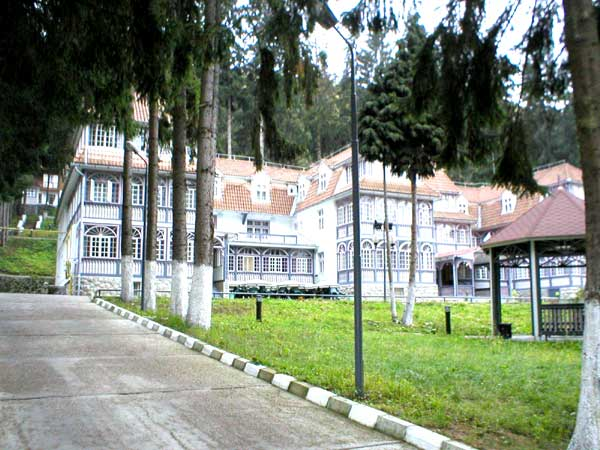
Zomerpaleis Roemeense koning
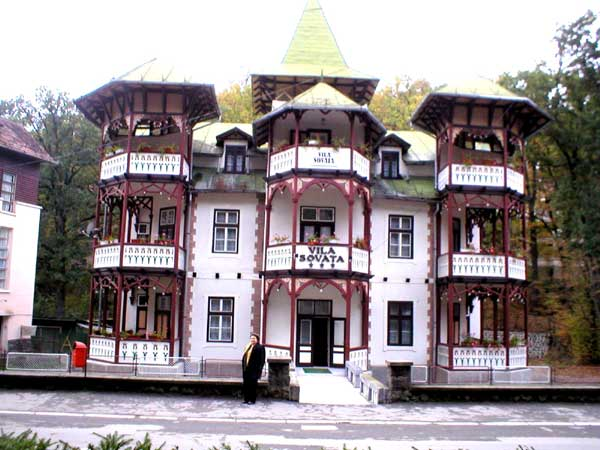
Villa
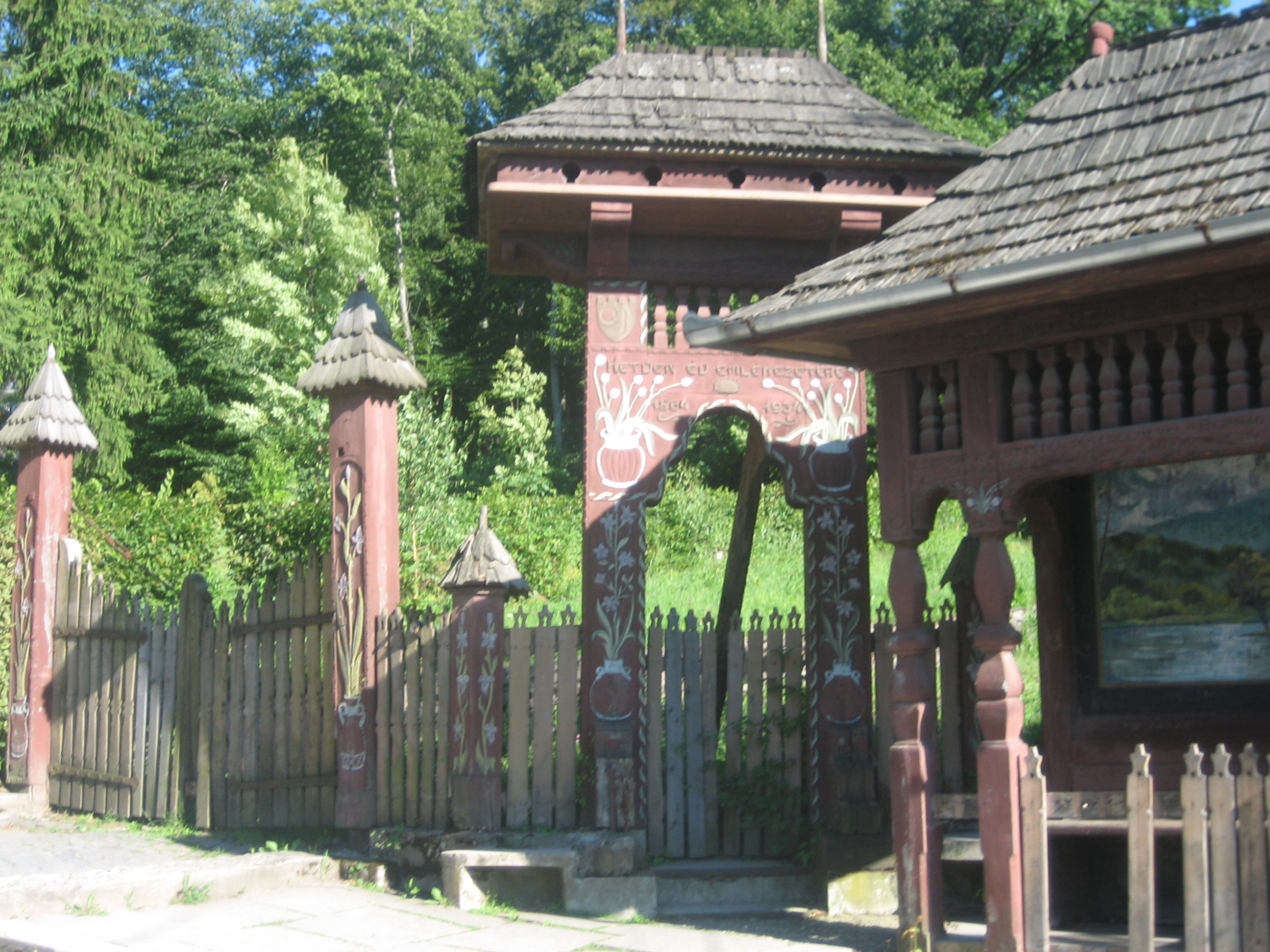
Szeklerpoort voor de Bernády-villa
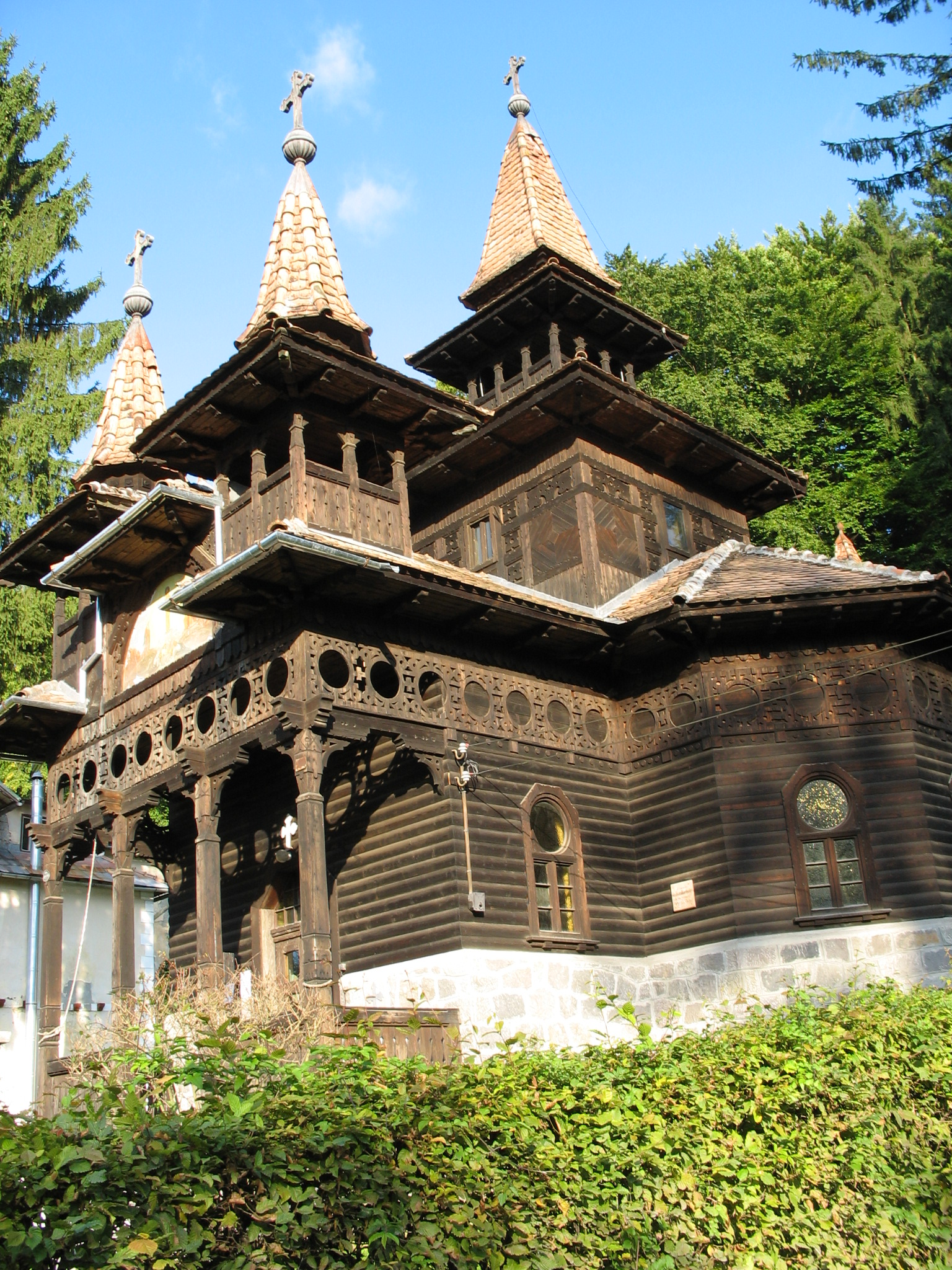
Orthodoxe kerk
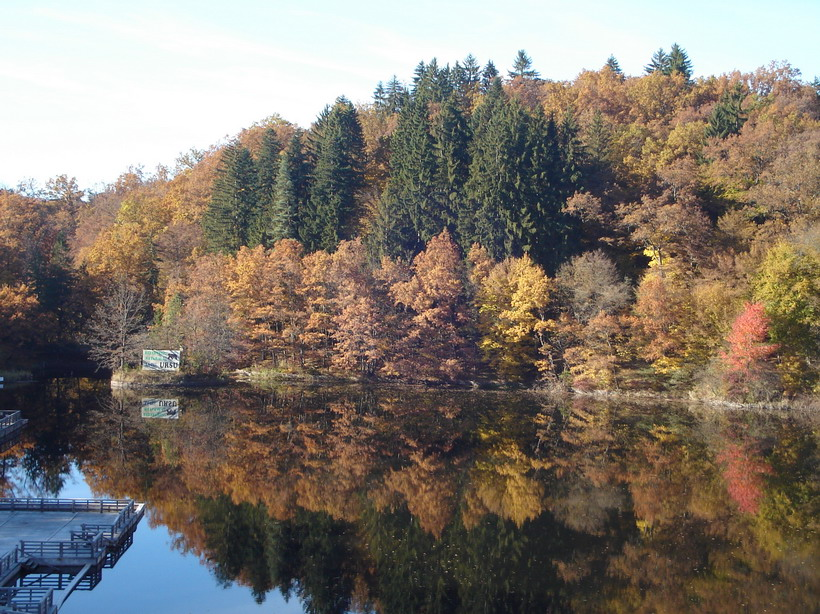
Medve-meer in de herfst
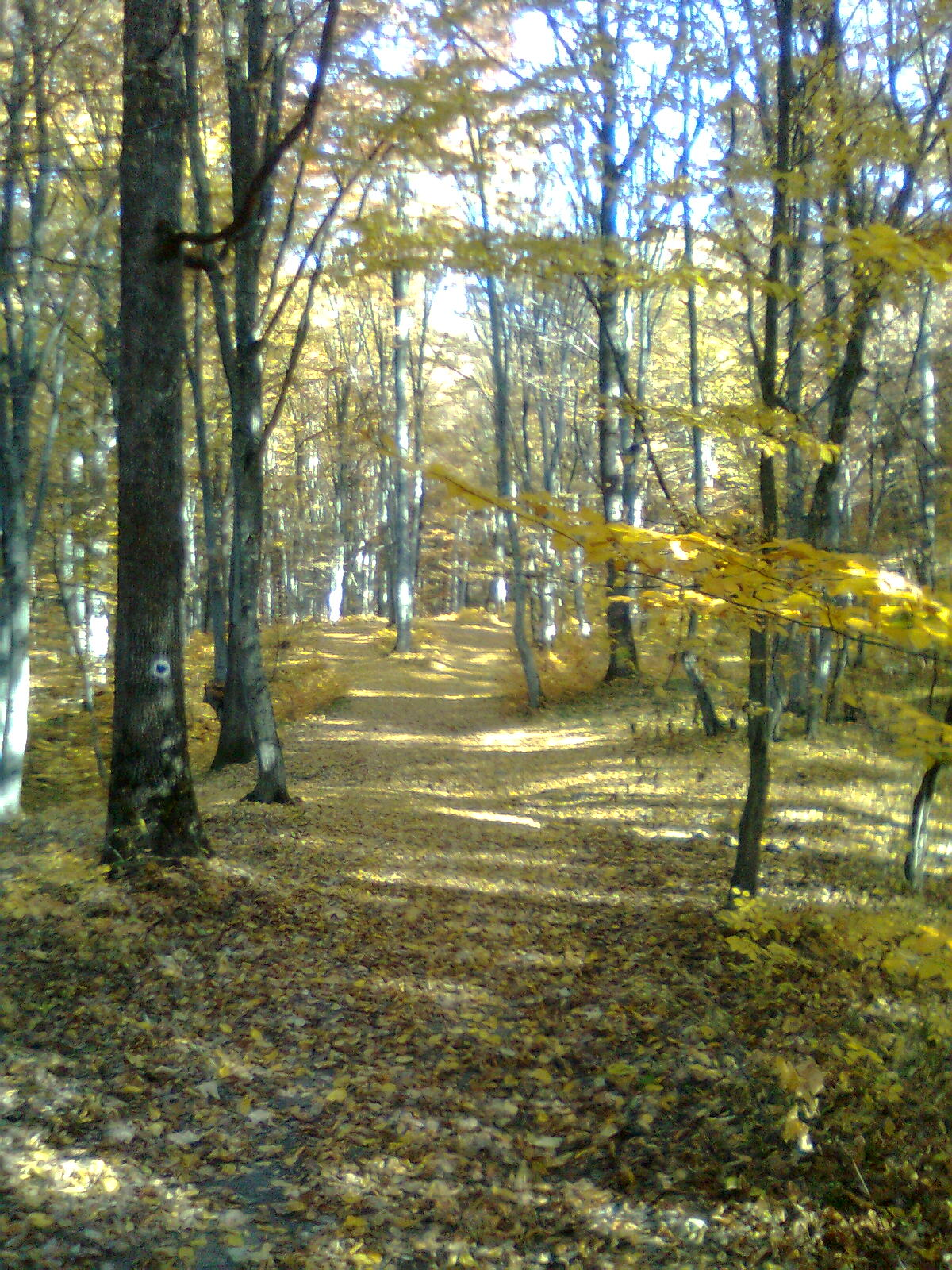
Tivoli woud in de herfst
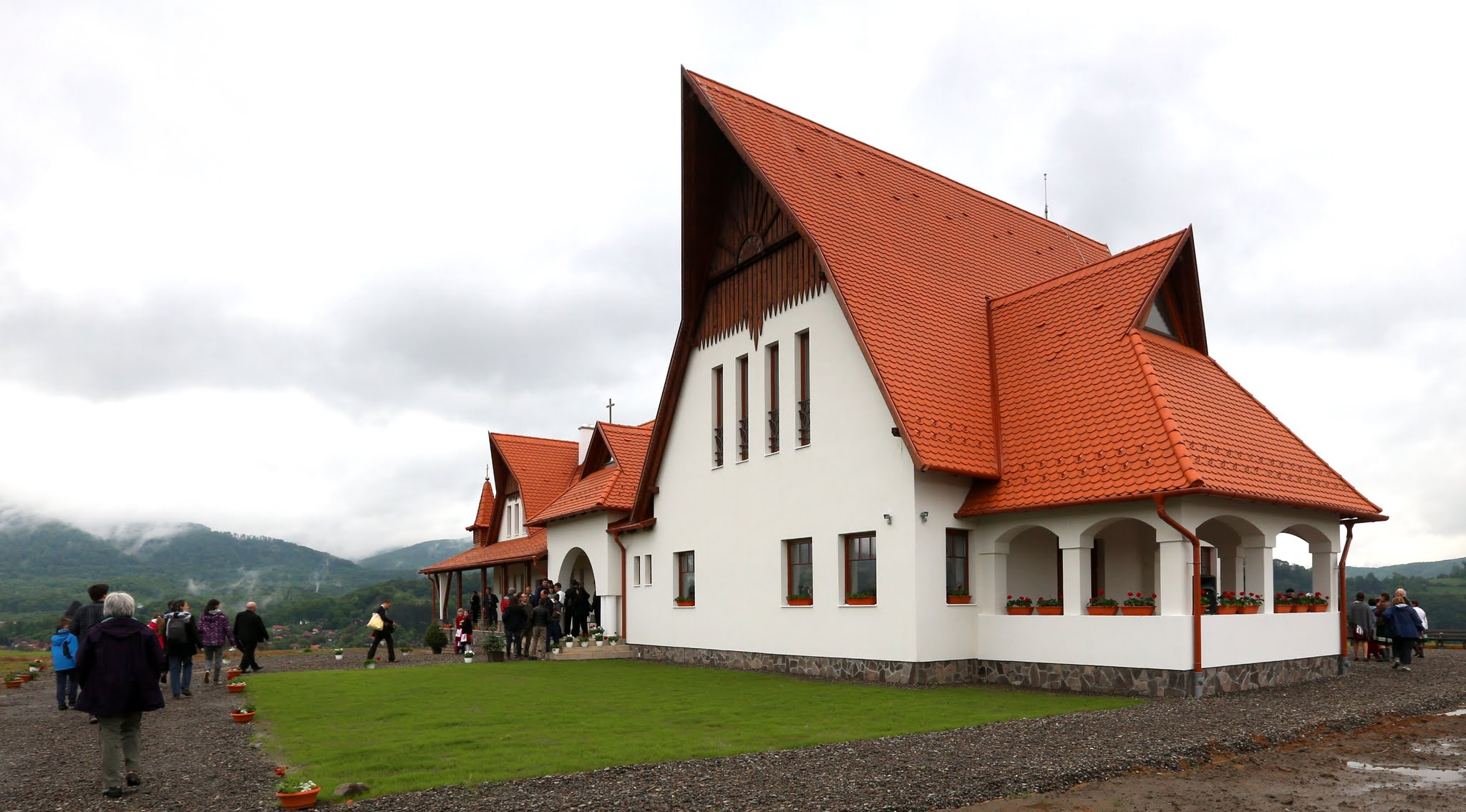
Missiehuis Heilige Maria
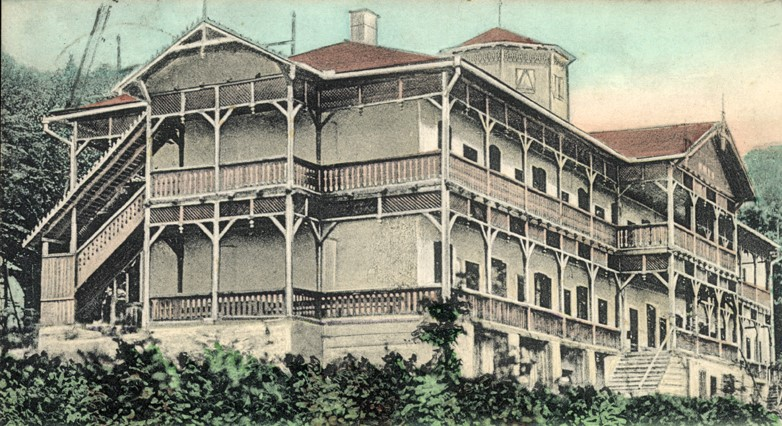
Hunyadi hotel

## Partnersteden
Sovata heeft stedenbanden met Brzesko in Polen en met zeven gemeenten in Hongarije: Csopak, Mezőberény, Sümeg, Százhalombatta, Szikszó, Tata en het 13de district van Boedapest.
Steden met gemeentestatus: Târgu Mureș · Sighișoara · Reghin · Târnăveni

Steden zonder gemeentestatus: Iernut · Luduș · Sovata · Miercurea Nirajului · Sărmașu · Sângeorgiu de Pădure · Ungheni